# Biserica de lemn din Bacea

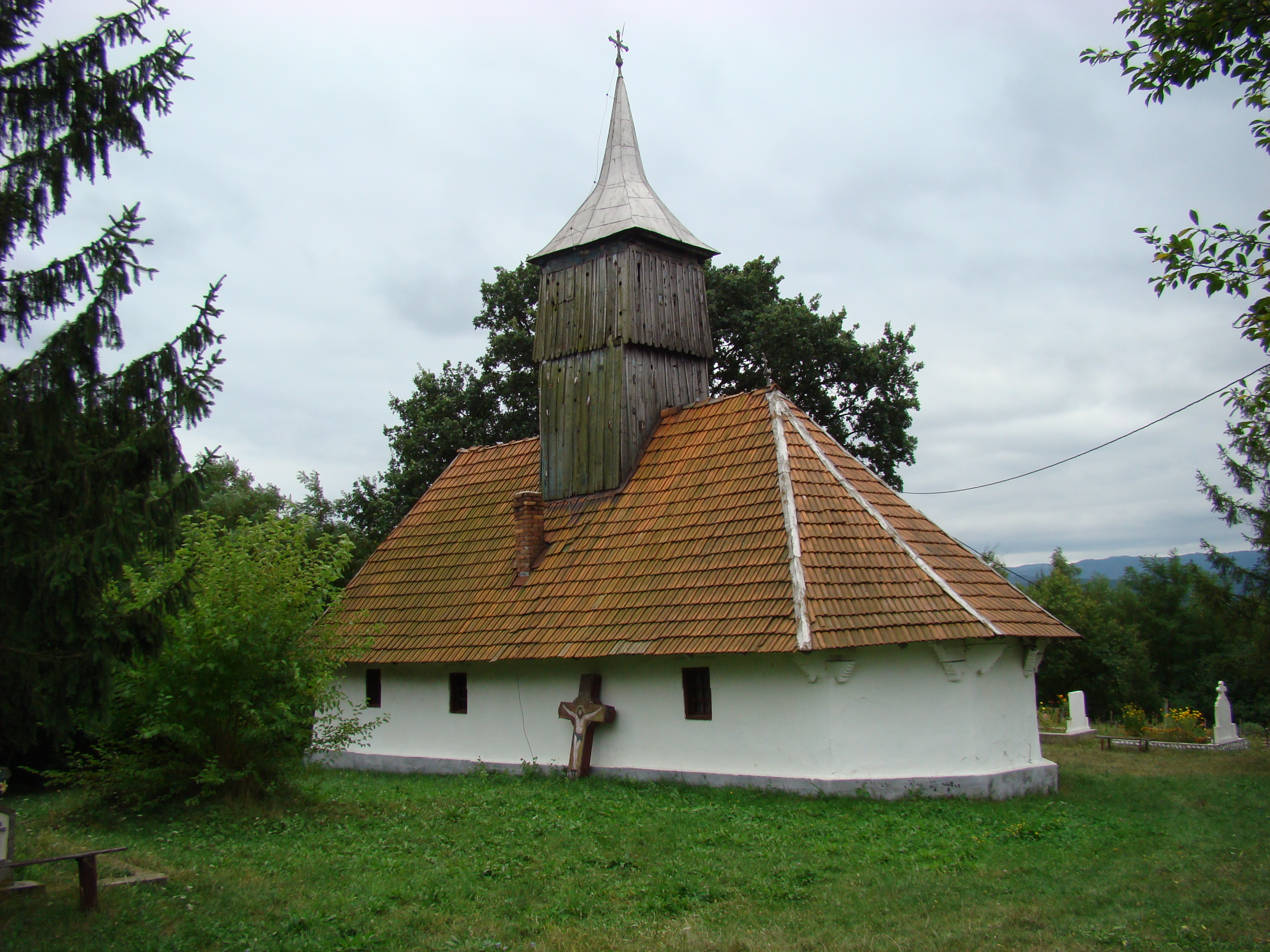
Biserica de lemn „Sfinții Arhangheli” din Bacea, comuna Ilia, județul Hunedoara, foto: septembrie 2009.

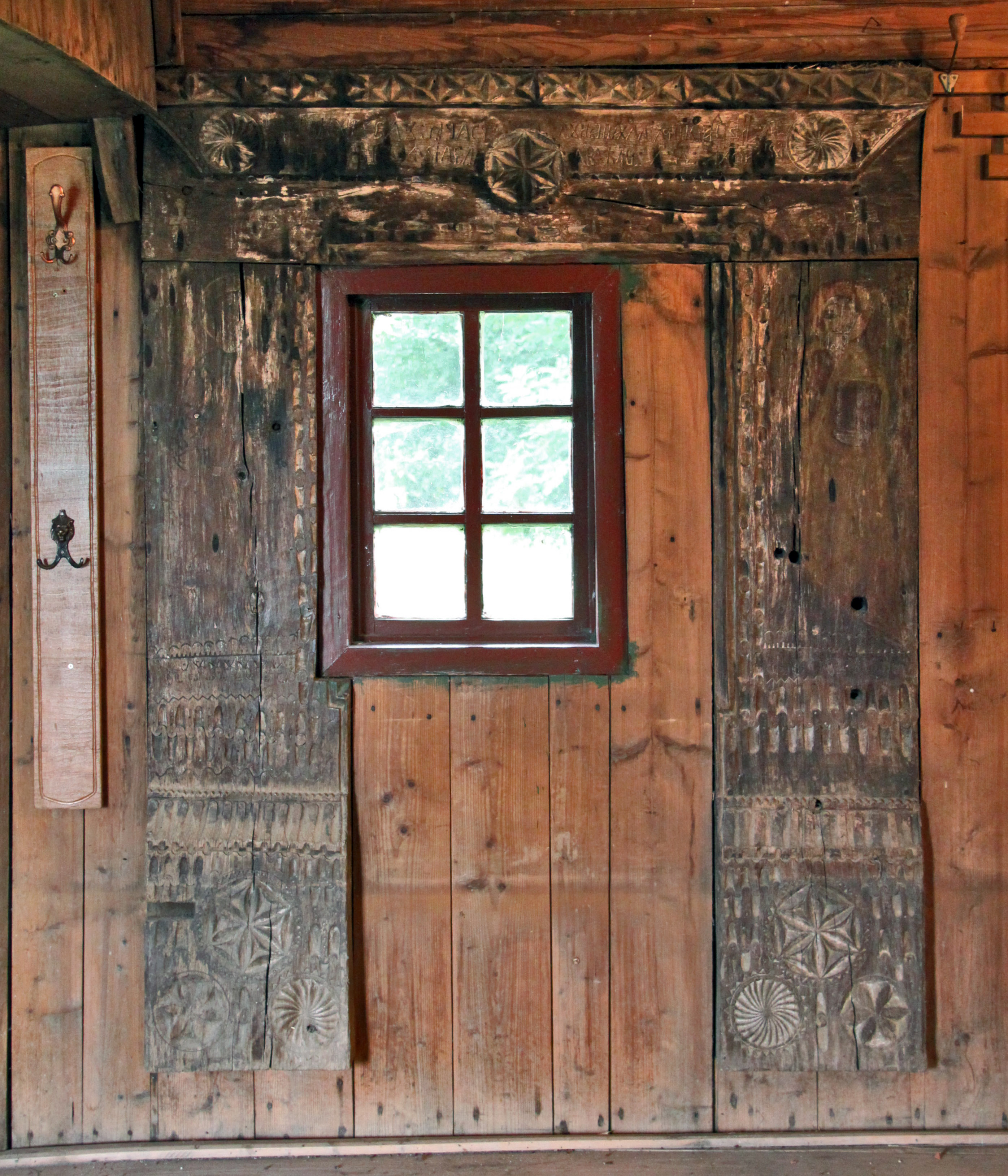
Portalul cu inscripție din Bacea, foto: iunie 2009.

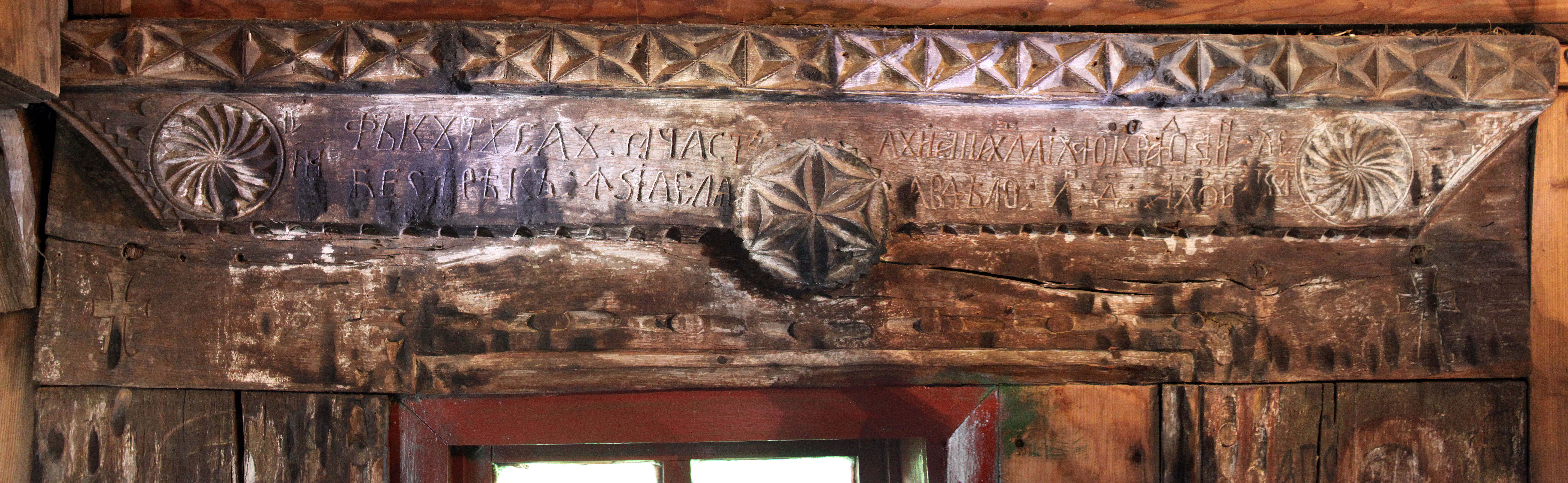
Inscripția de datare, foto: iunie 2009.

Biserica de lemn din Bacea, comuna Ilia, județul Hunedoara a fost ridicată în anul 1678. Are hramul „Sfinții Arhangheli Mihail și Gavriil” (8 noiembrie) și nu figurează pe noua listă a monumentelor istorice.

## Istoric
Biserica „Sfinții Arhangheli Mihail și Gavriil”, din satul Bacea, a fost adusă din Ilia învecinată la sfârșitul secolului al XVIII-lea. Inscripția de consacrare se poate citi pe portalul de intrare, salvat în interiorul naosului: „Făcutusau aciastă beseareacă în zilelia lui Apahi Mihaiu craiul din Ardealiu, i[u]l[ie] 4 1678”. Inscripția datează construcția în anul 1678, în zilele lui Mihai Apafi, principele Transilvaniei.

## Trăsături
Deși pronaosul a fost extins spre vest (probabil în 1858), clopotnița închisă, prevăzută cu fleșă zveltă, învelită în tablă, a rămas pe loc, spre interiorul navei. Edificiul, acoperit cu țiglă, se inscrie tipologic în categoria construcțiilor dreptunghiulare, cu absidia altarului și pronaosul nedecroșate, poligonale cu trei laturi. Două intrări, amplasate pe latura sudică, asigură accesul în sfântul lăcaș. Cu prilejul restaurării din 1935 (se luase in calcul și posibilitatea ridicării alteia mai trainice, din piatră), fațadele au fost tencuite, iar suprafața interioară a bârnelor a fost căptușită cu scânduri. Din vechea tâmplă, datorată zugravului Ioan din Deva, se mai păstrează doar registrul icoanelor împărătești, alterate de intervenția neinspirată, din anul 1904, a celui care semnează „Franz”. Pe spatele unei icoane a „Mântuitorului Iisus Hristos” se află pisania: ,,Aeste patru icoane le-au făcut robul lui Dumnezeu Crișan Mihai, ca să le fie pomană in veaci amin, 1764.” Dacă tradiția strămutării edificiului este veridică, atunci aceasta este biserica semnalată de conscripțiile anilor 1733, 1750 și 1761-1762 în dreptul localității Ilia, doar harta iosefină a Transilvaniei (1769-1773) și recensămintele ecleziatice din 1805 și 1829-1831 atestându-i amplasamentul actual.

## Imagini din exterior

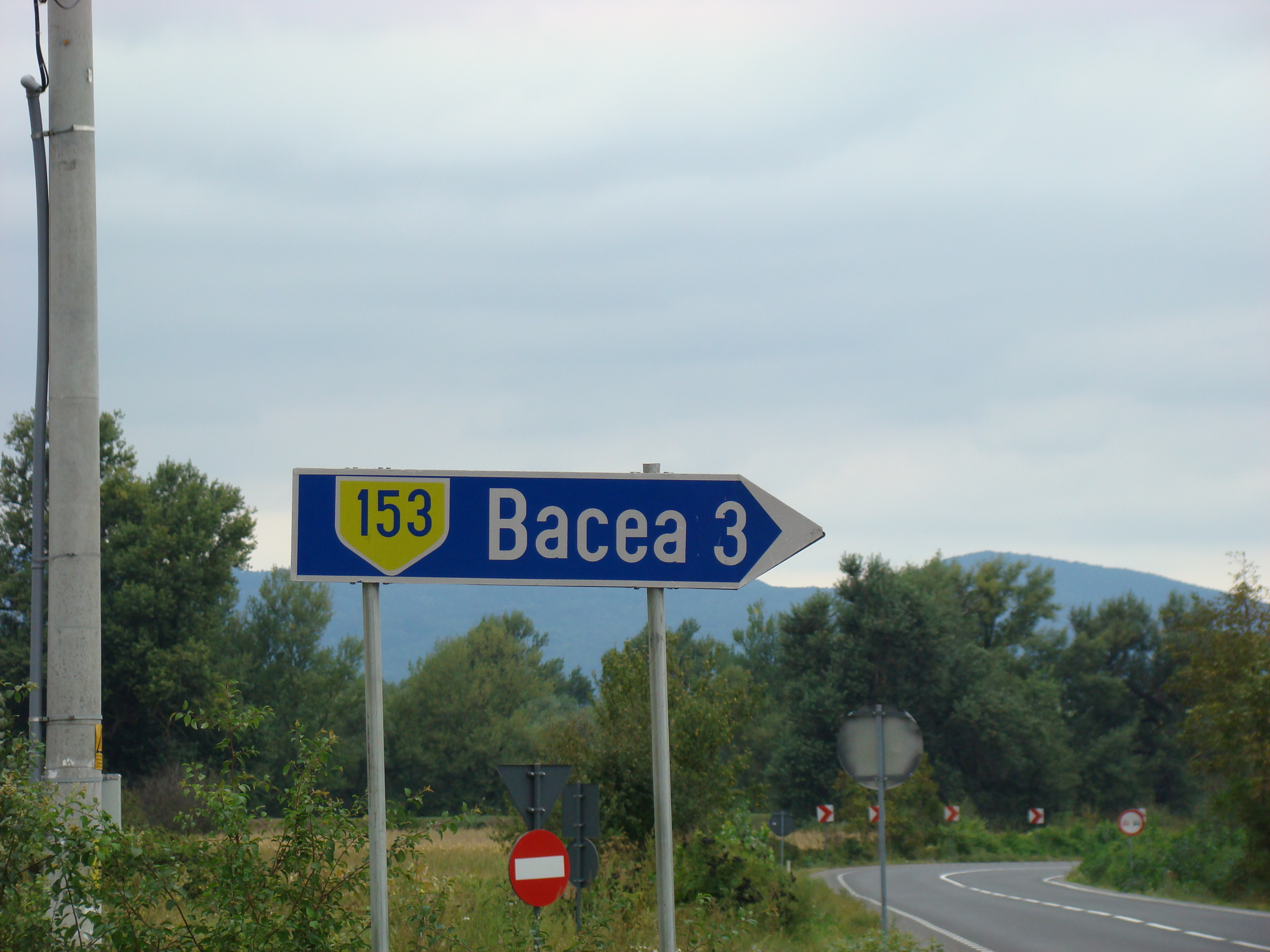
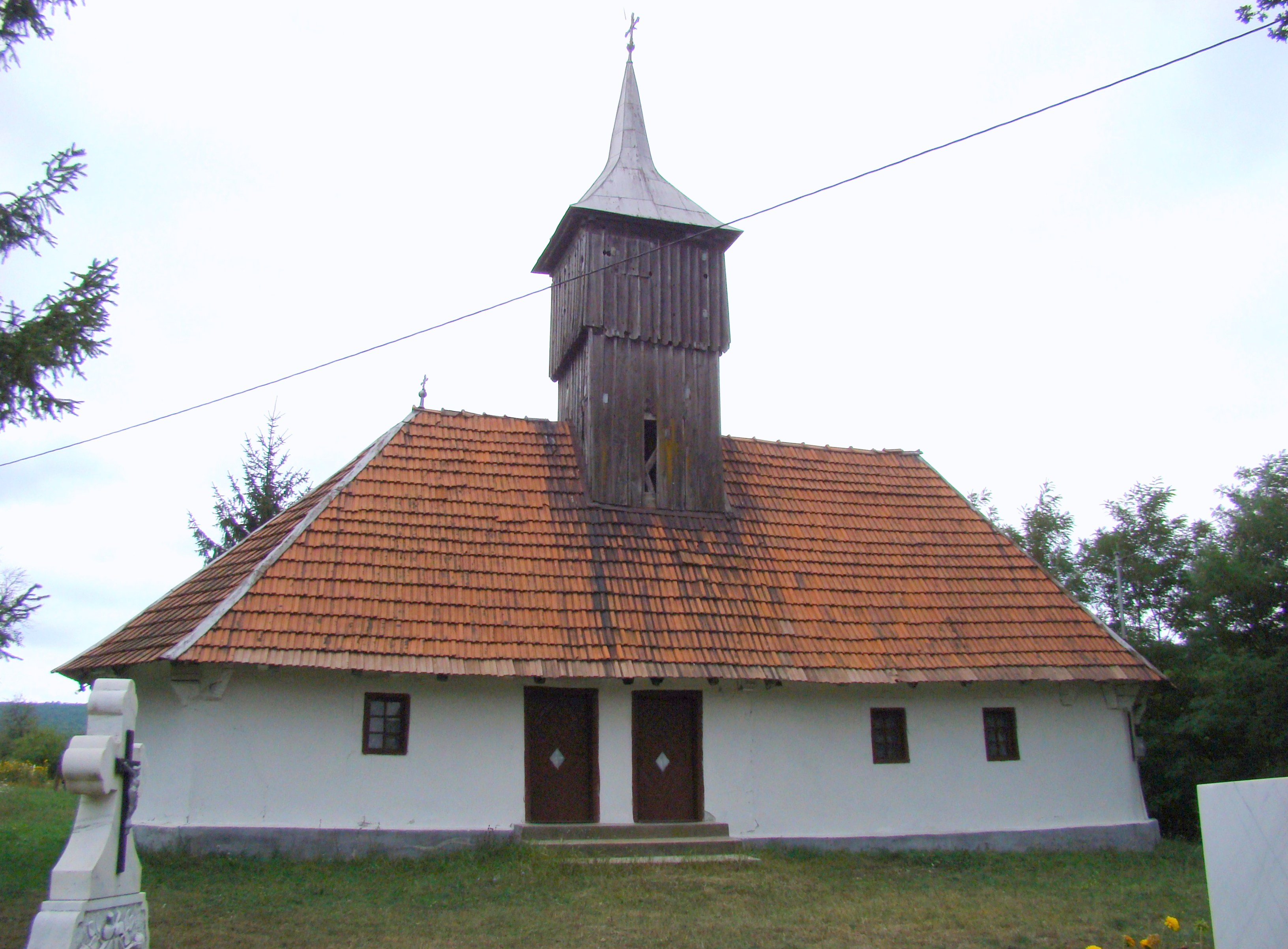
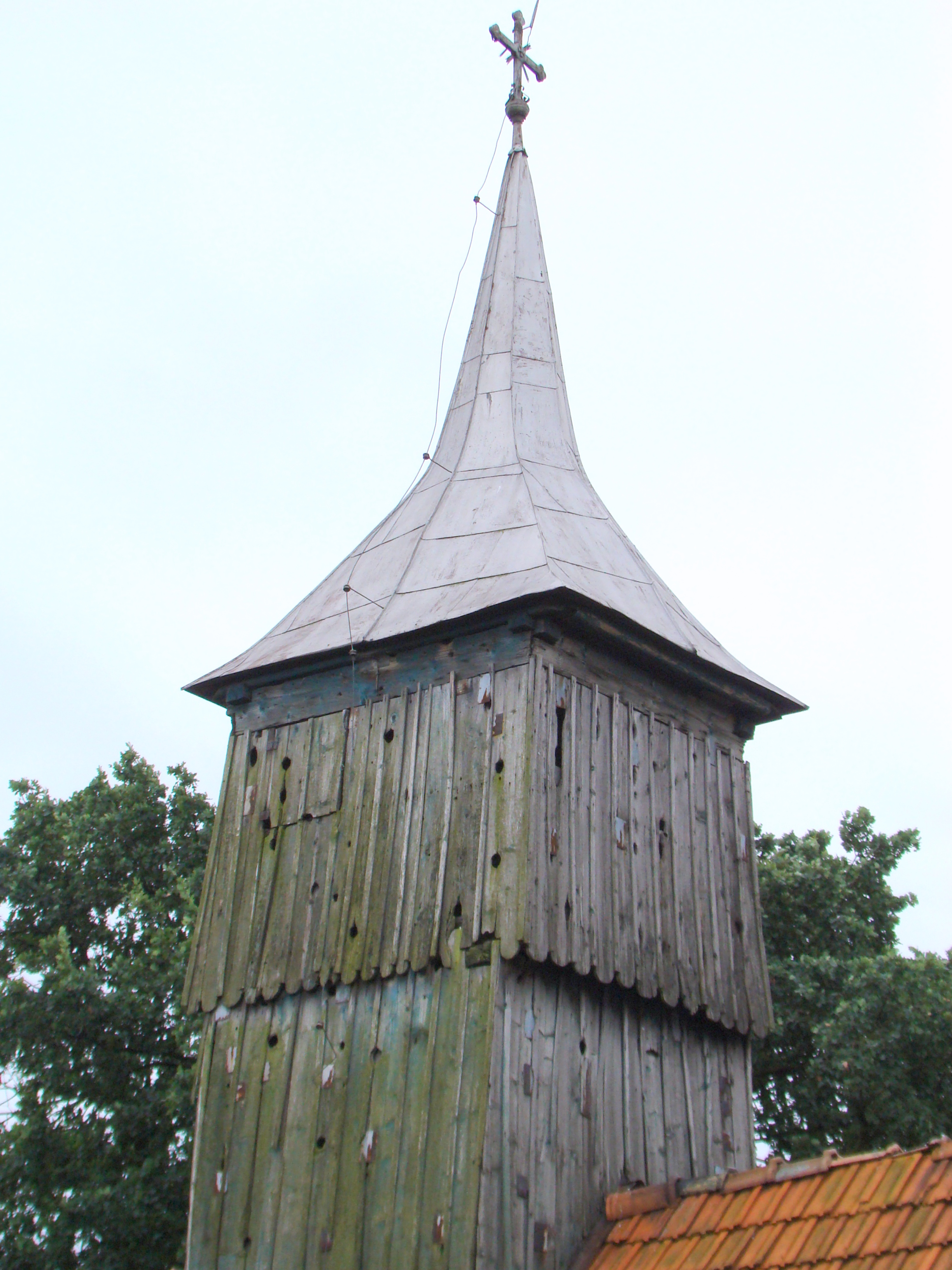
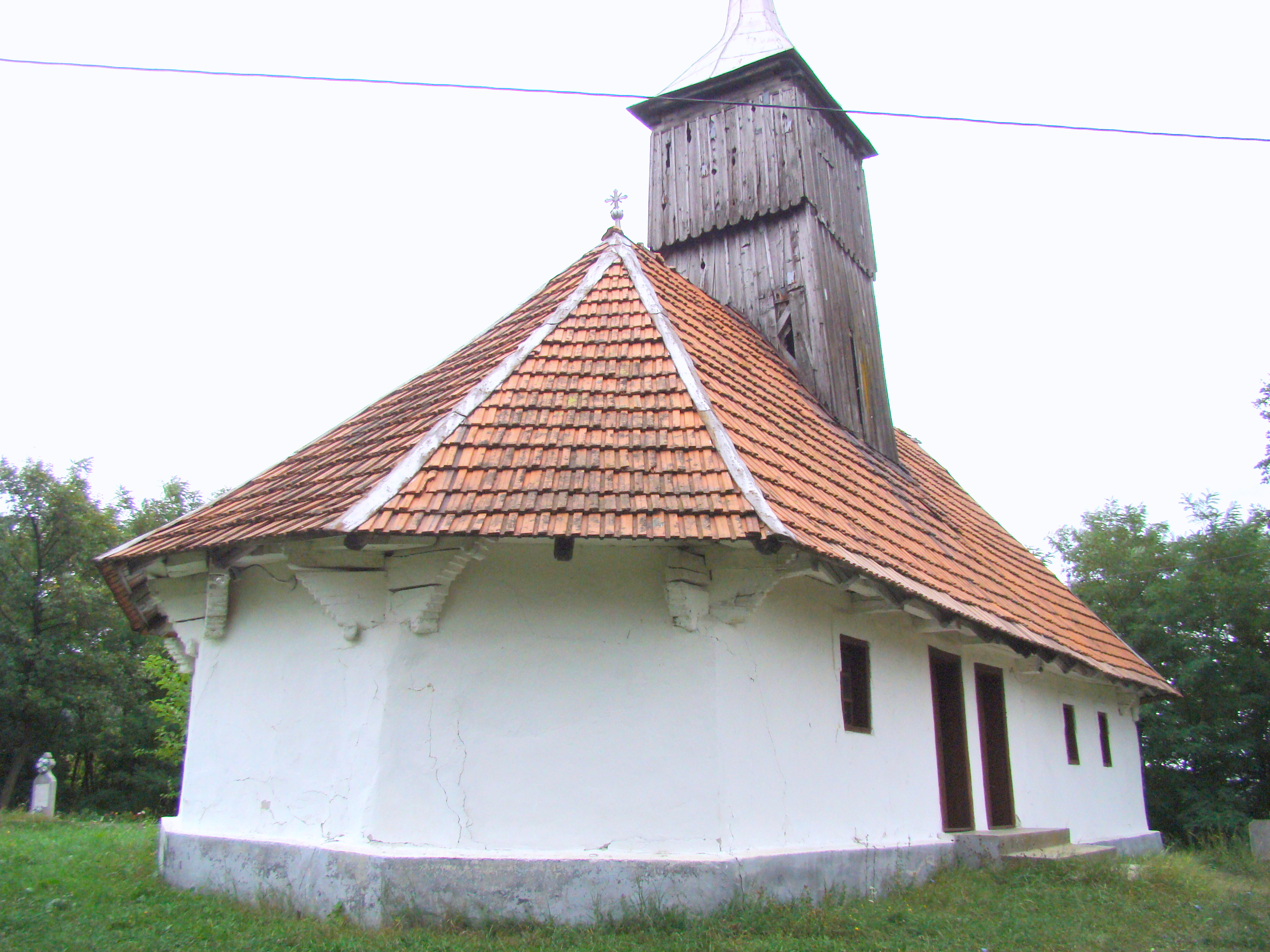
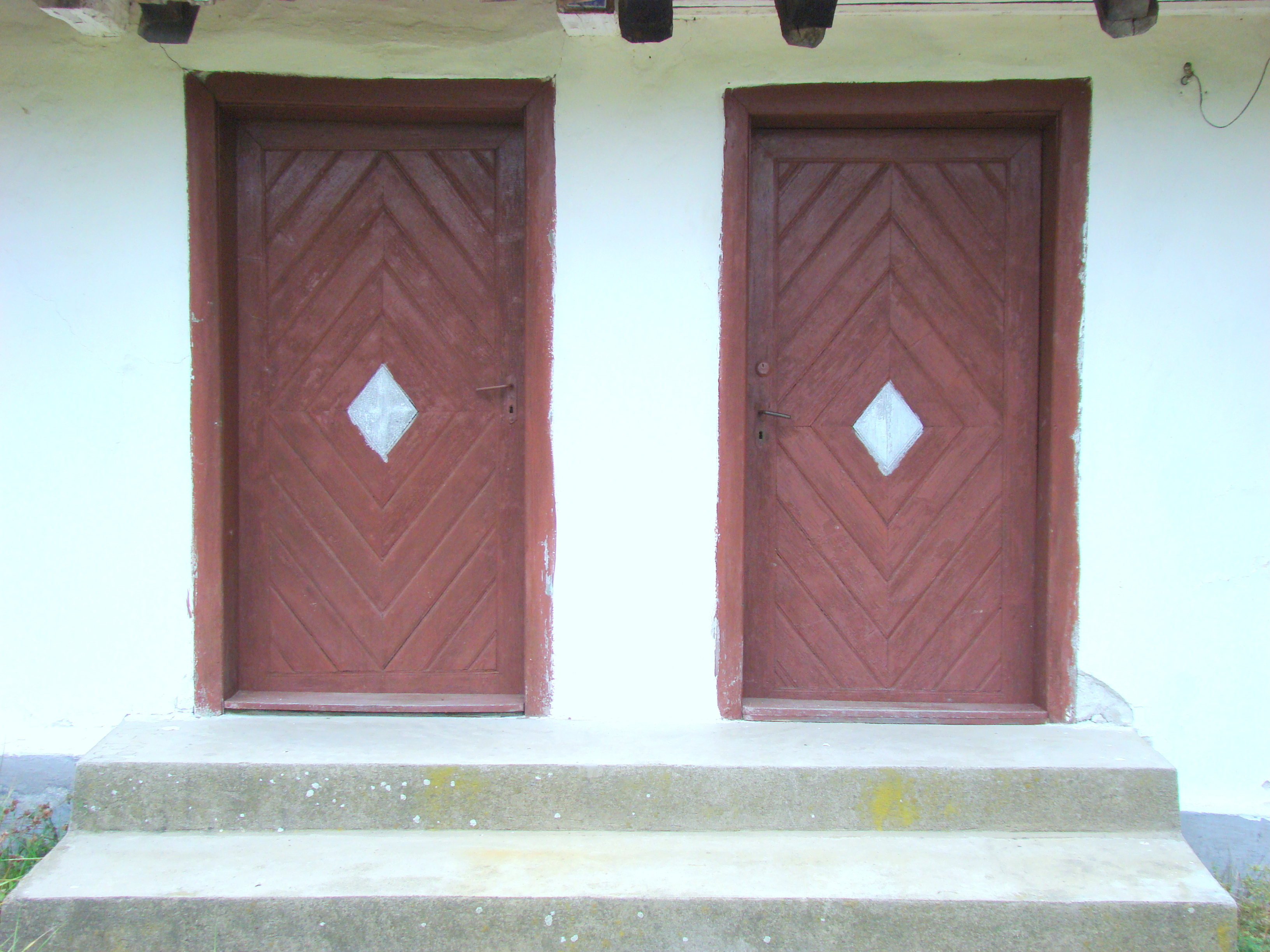
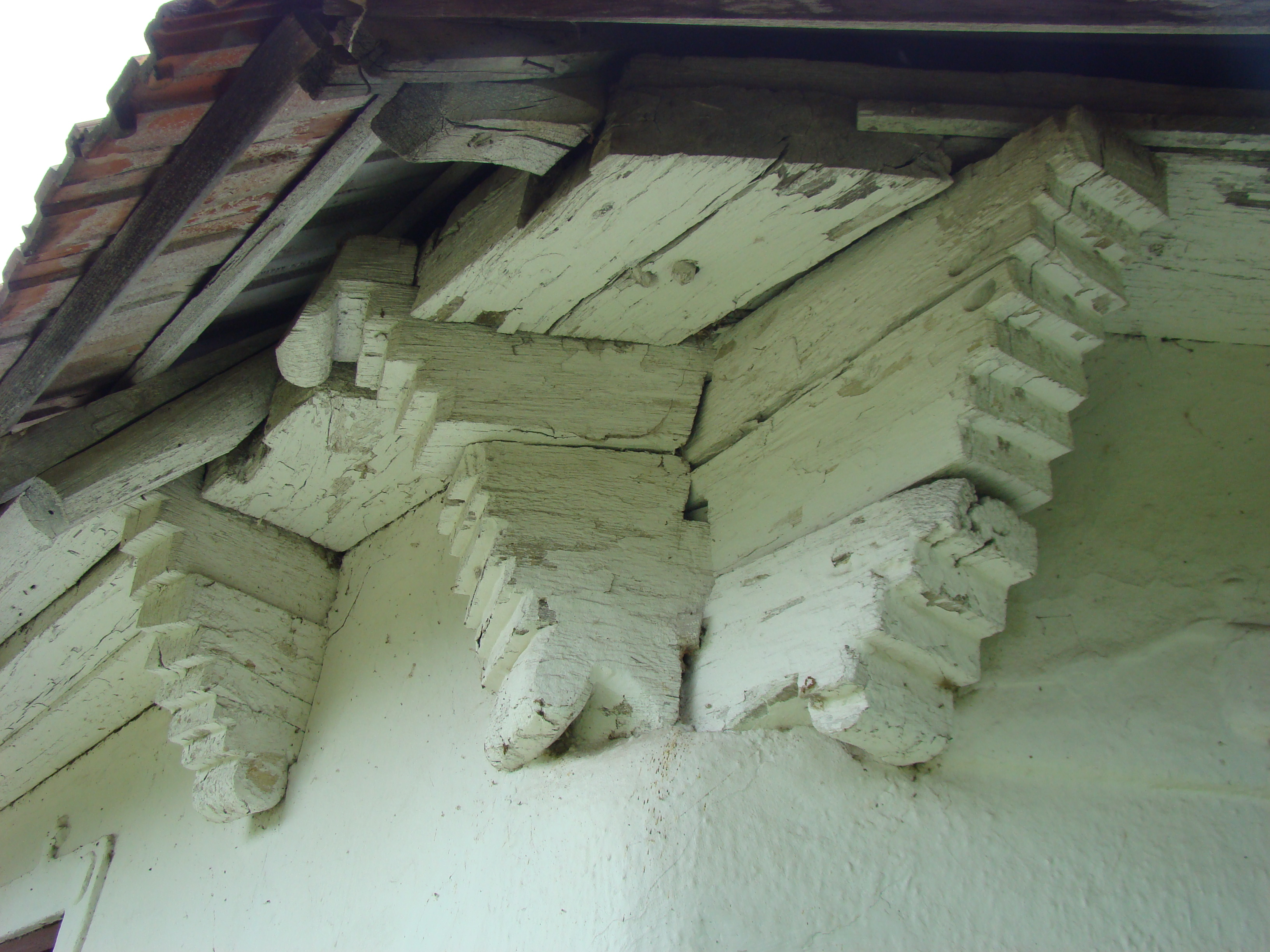
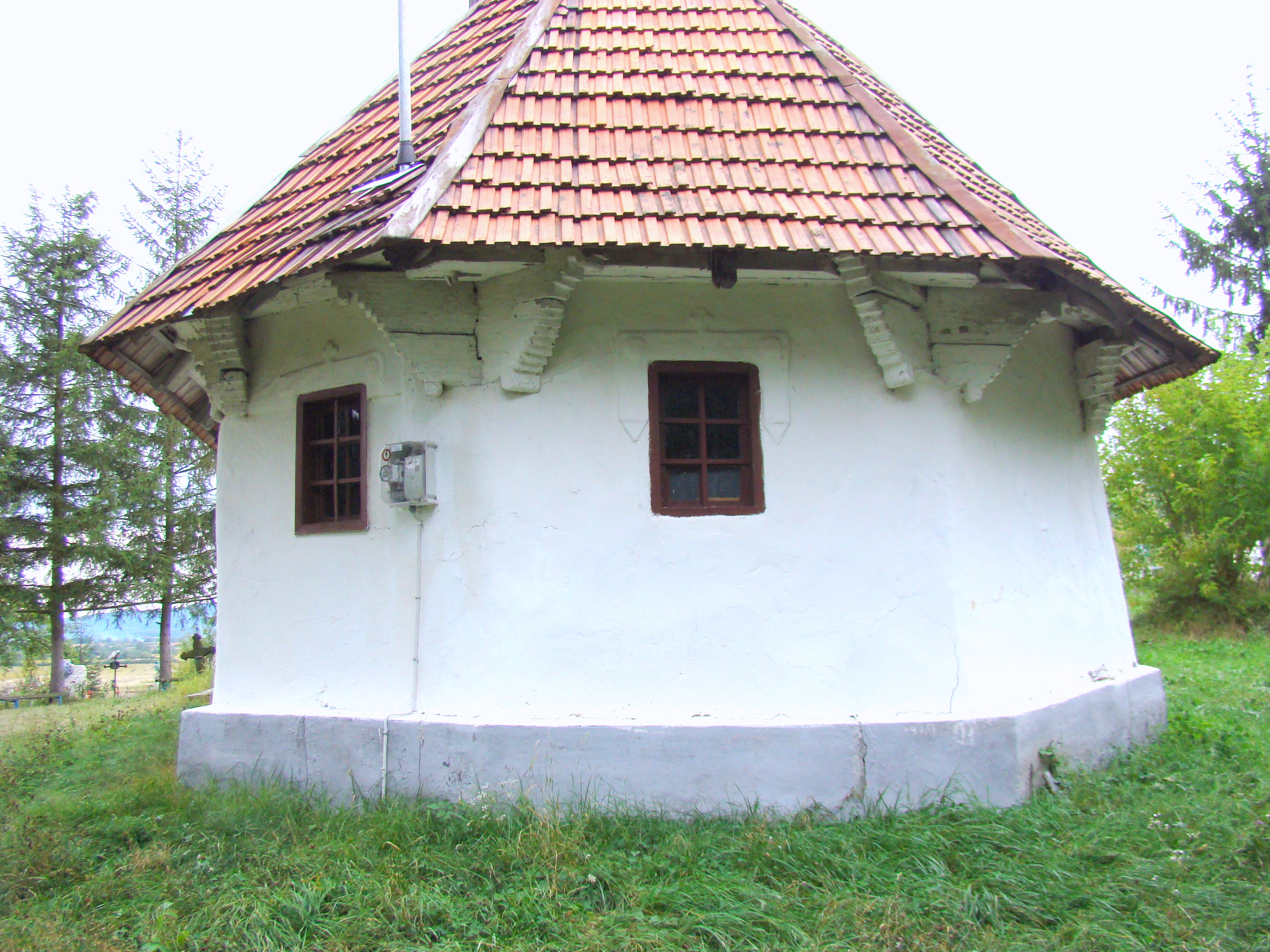
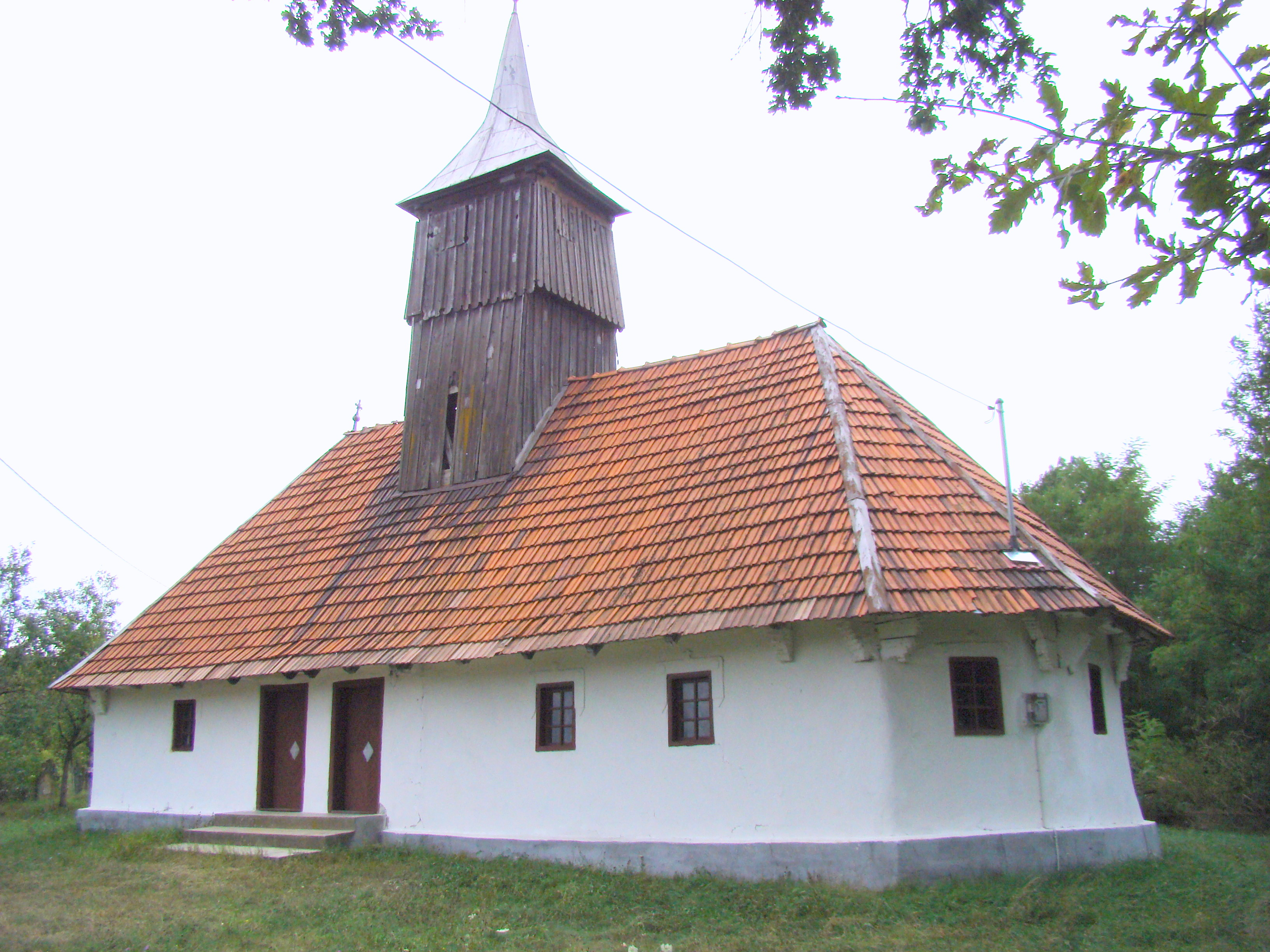
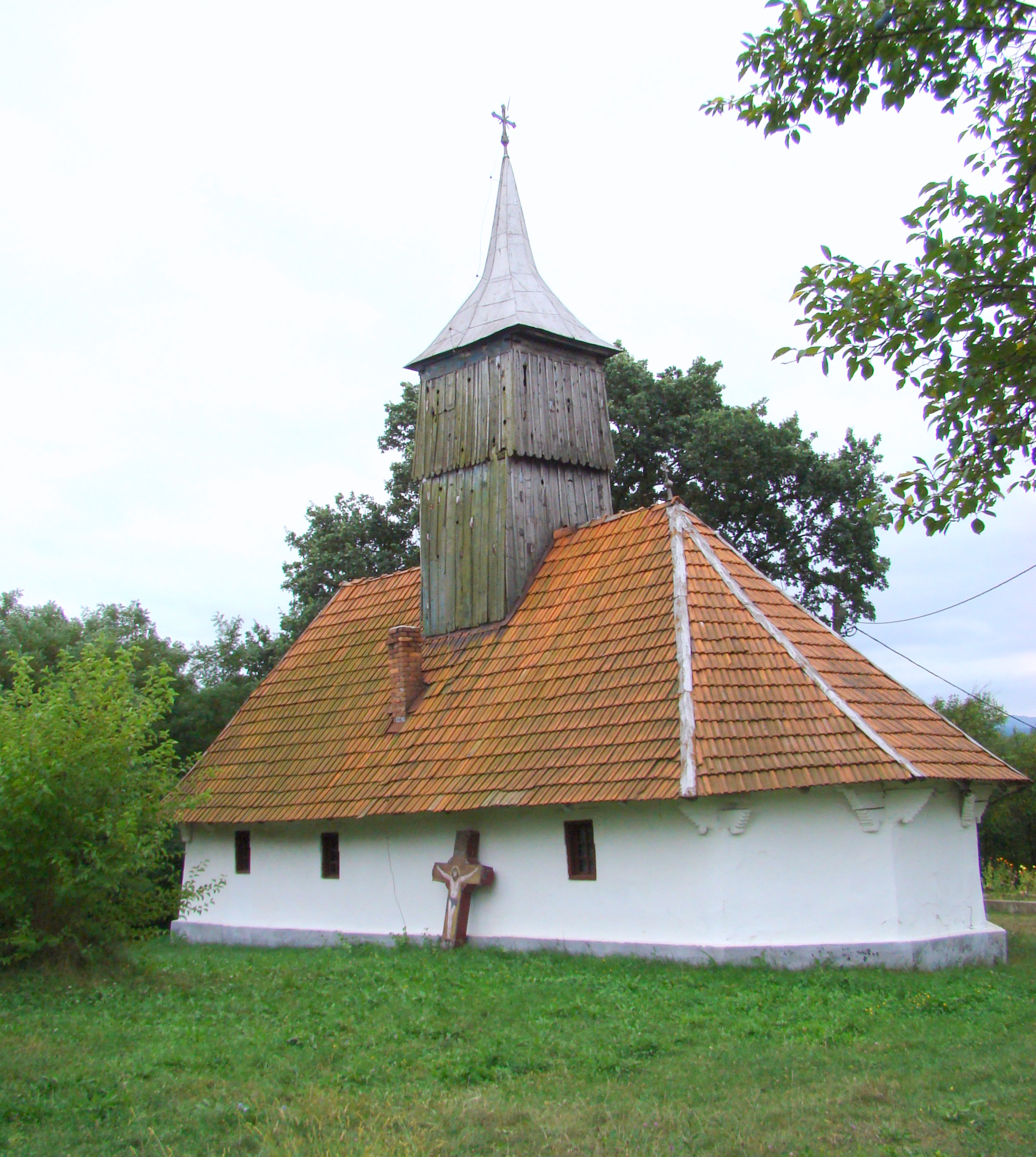
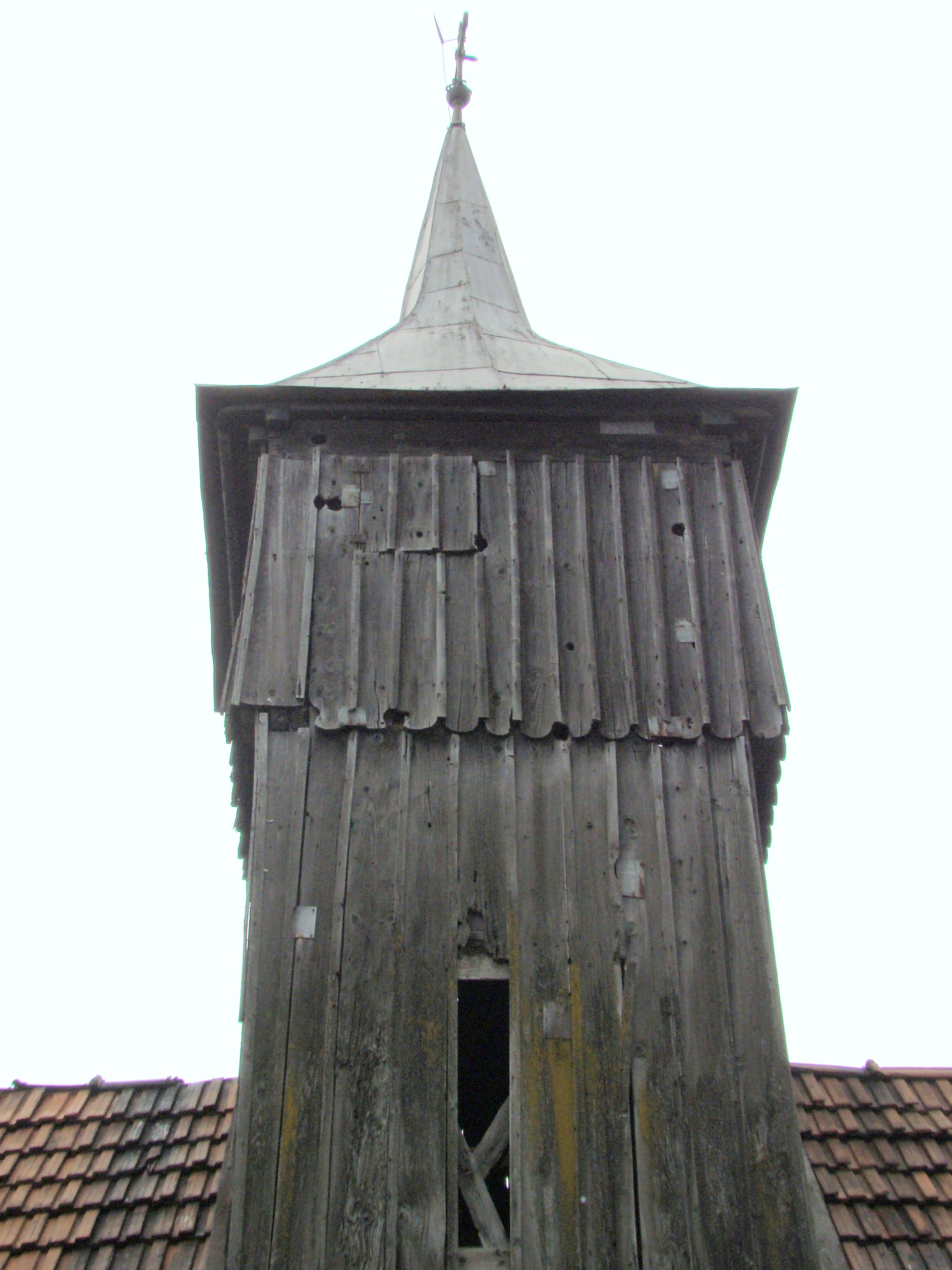
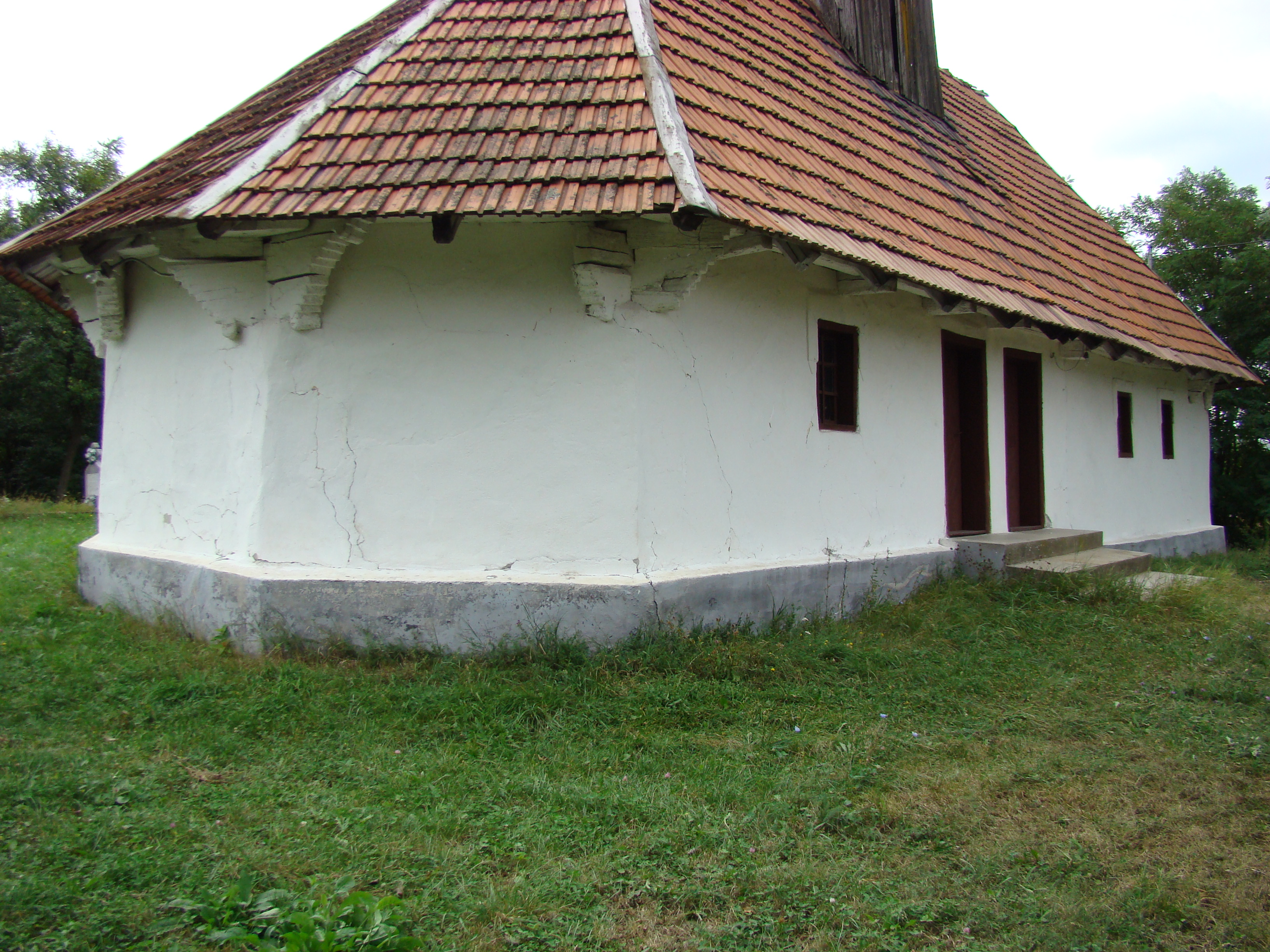
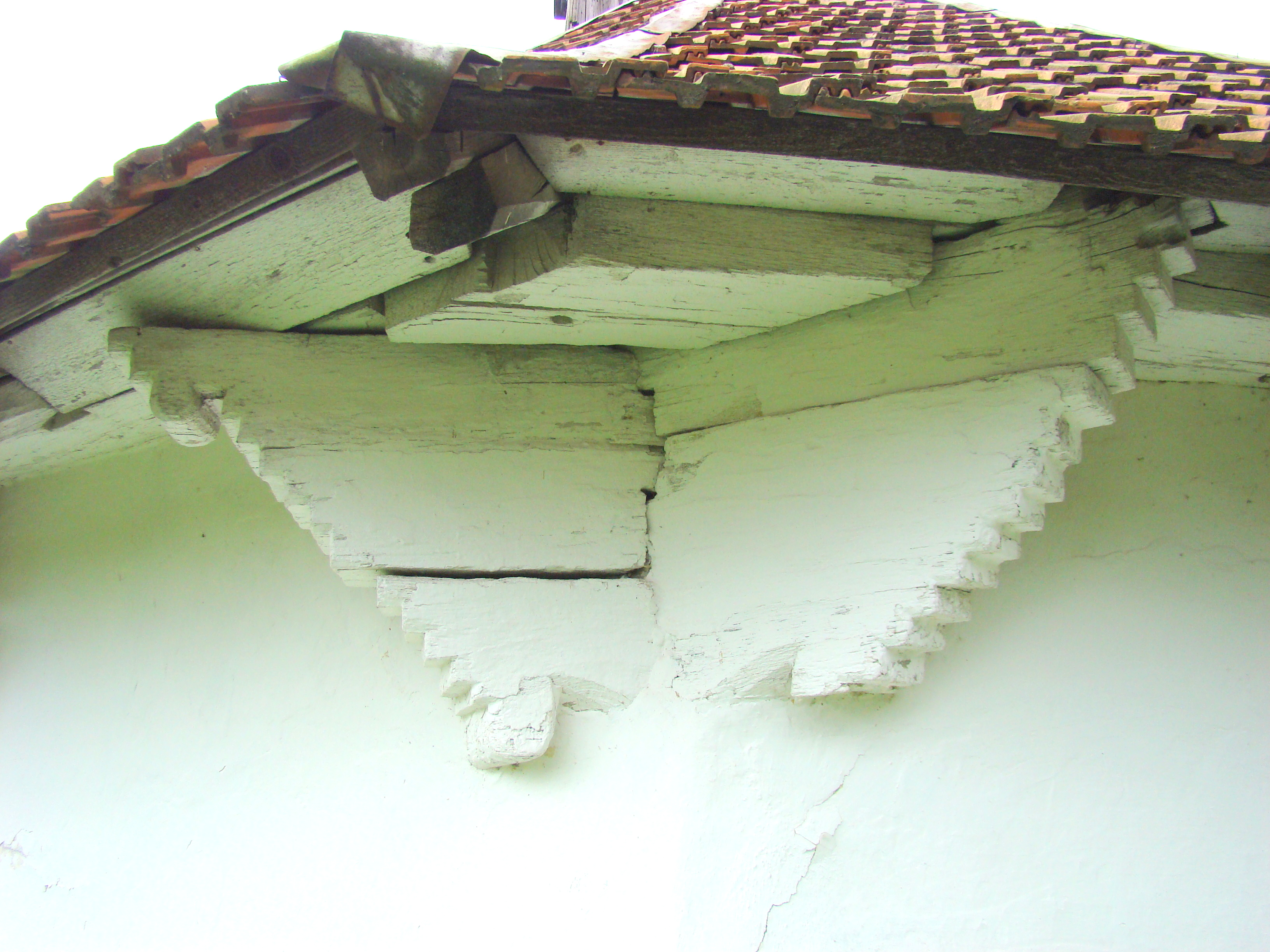
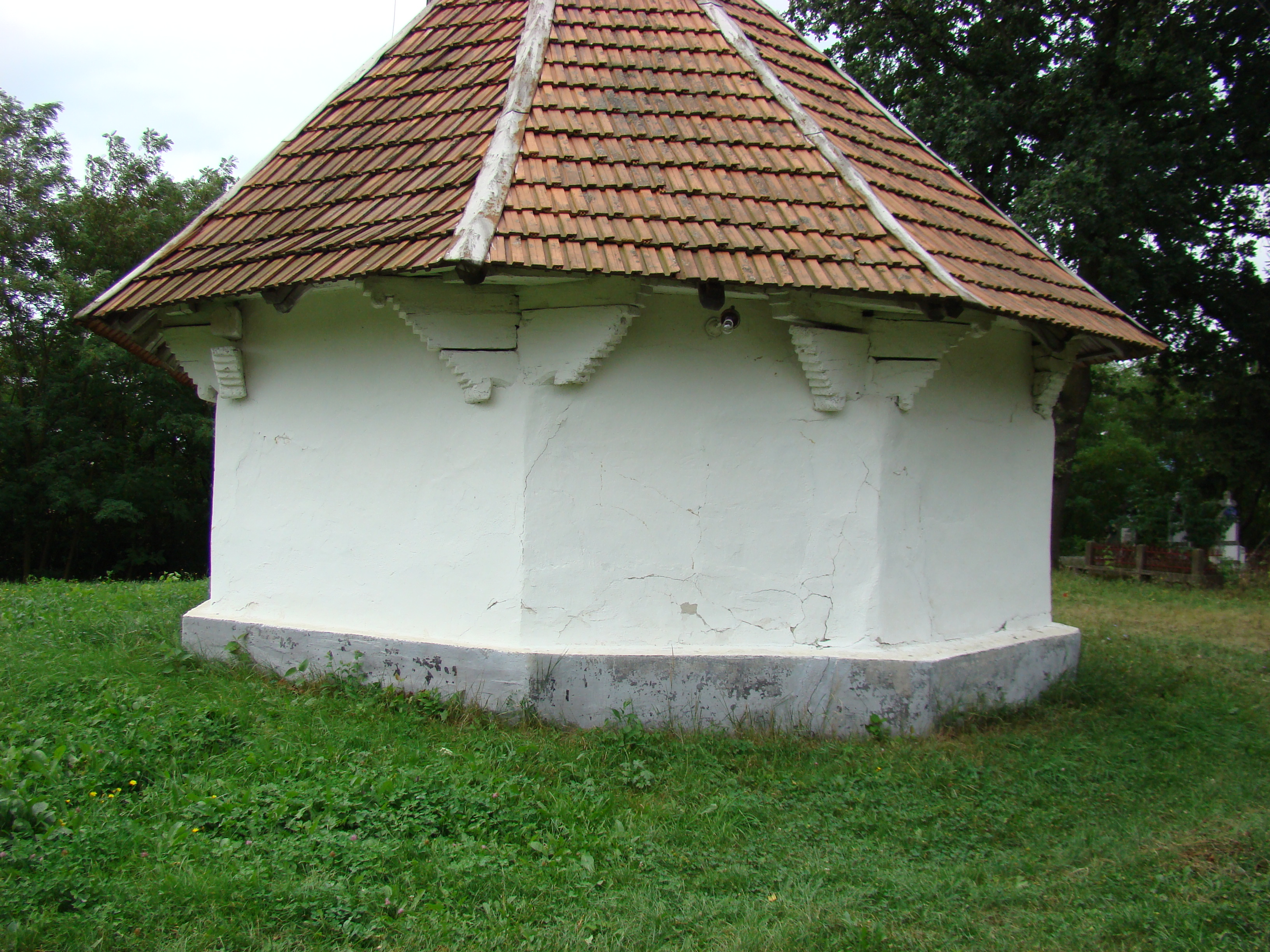
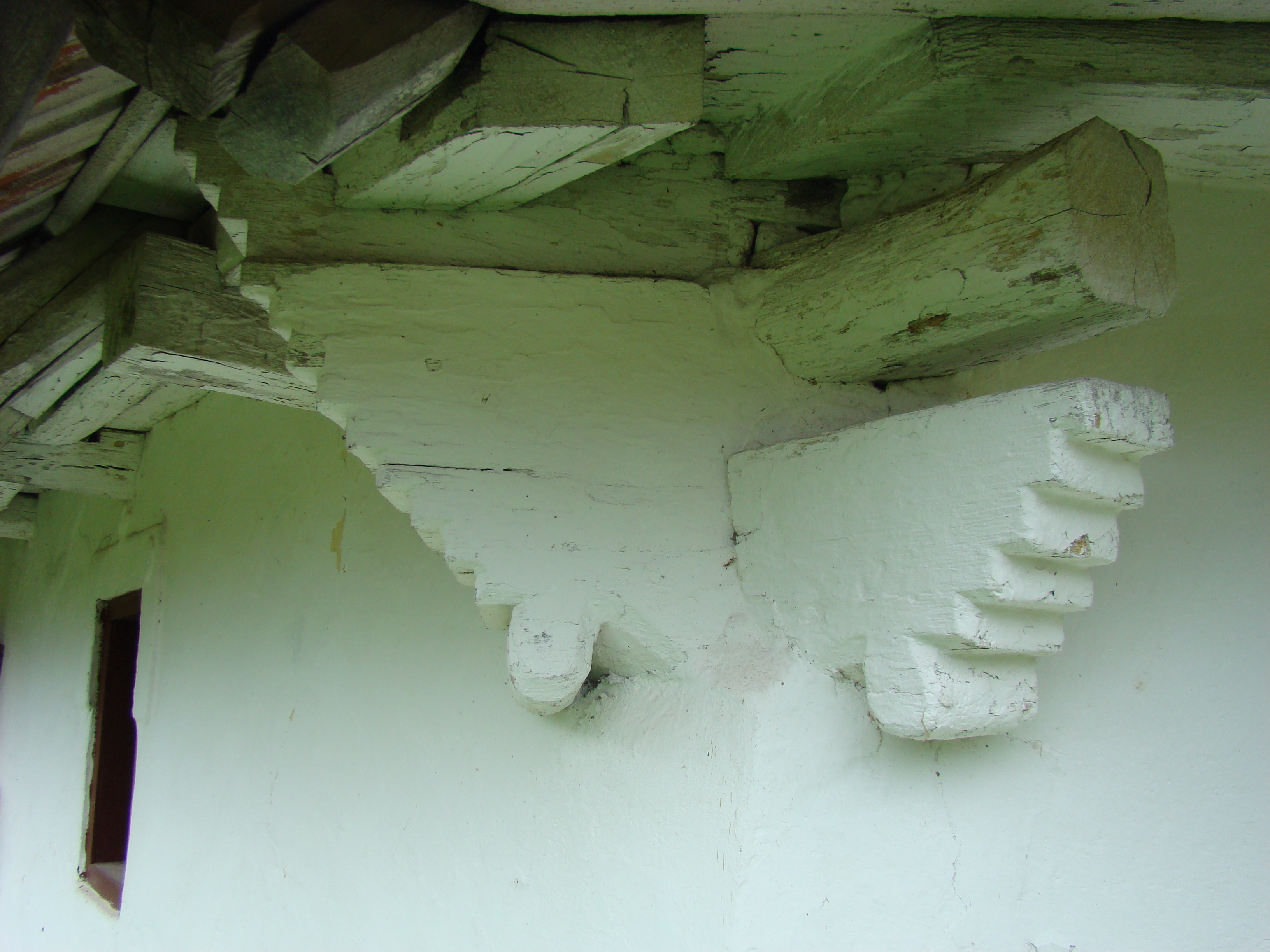
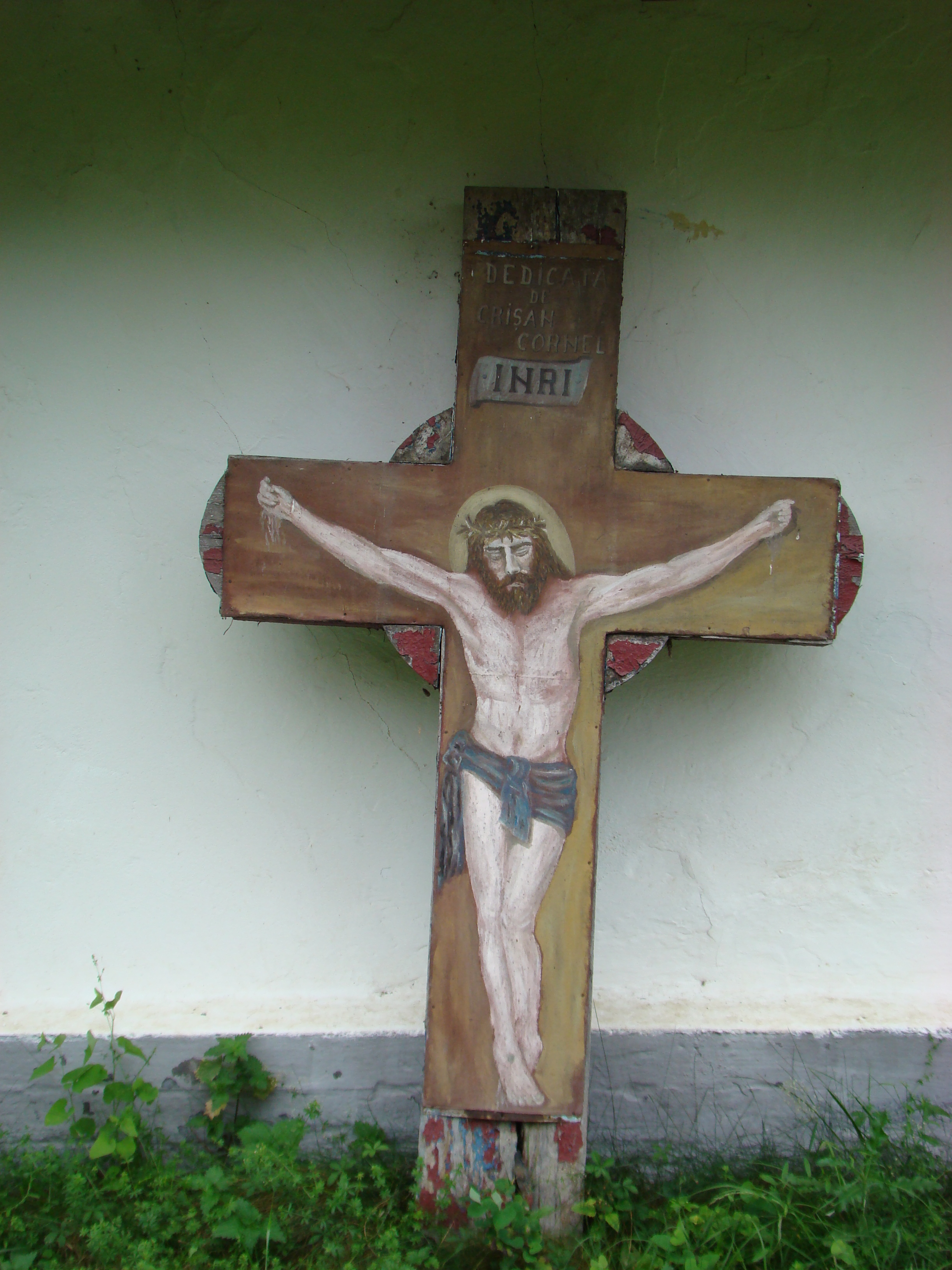

## Imagini biserica nouă

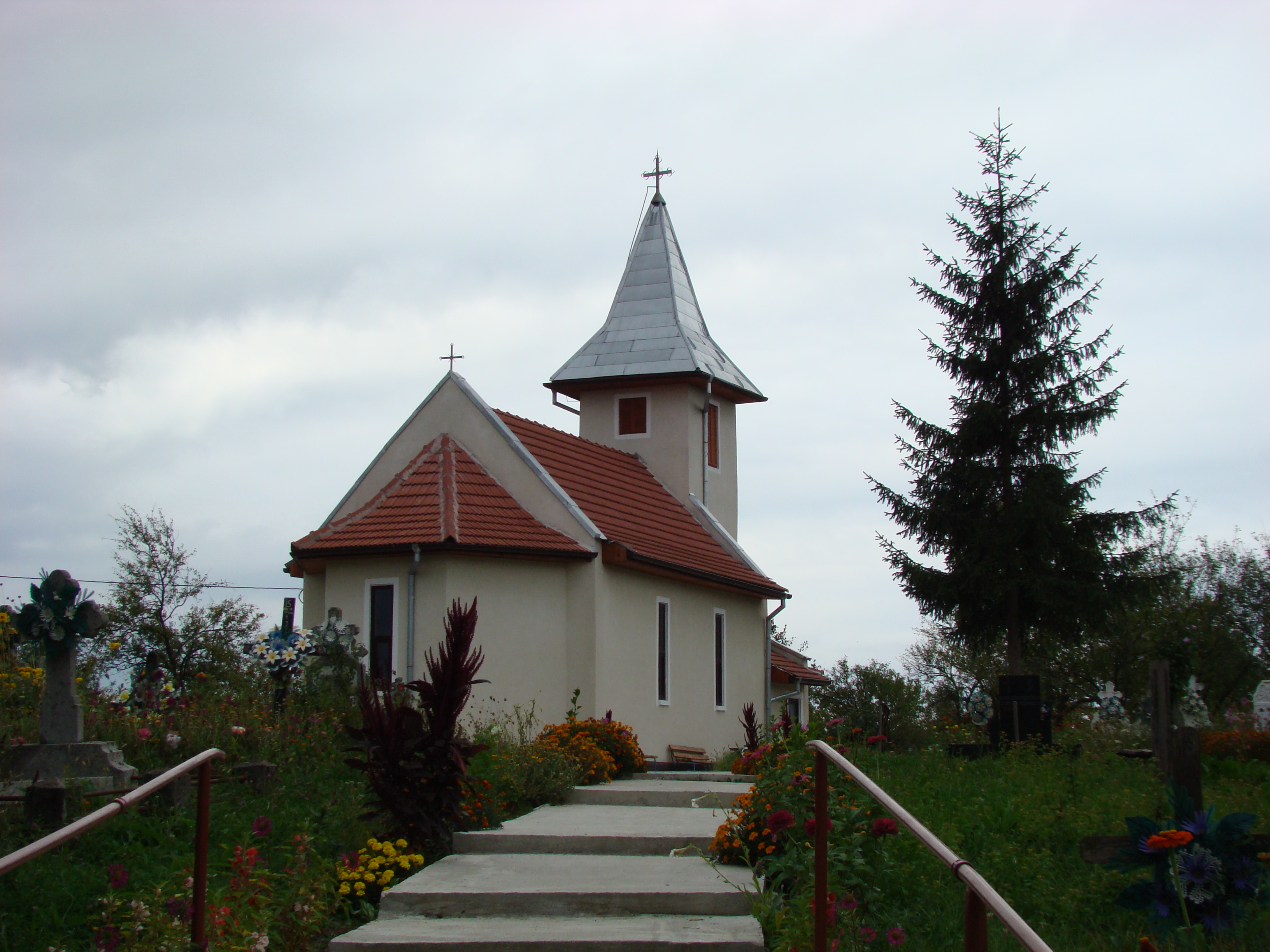
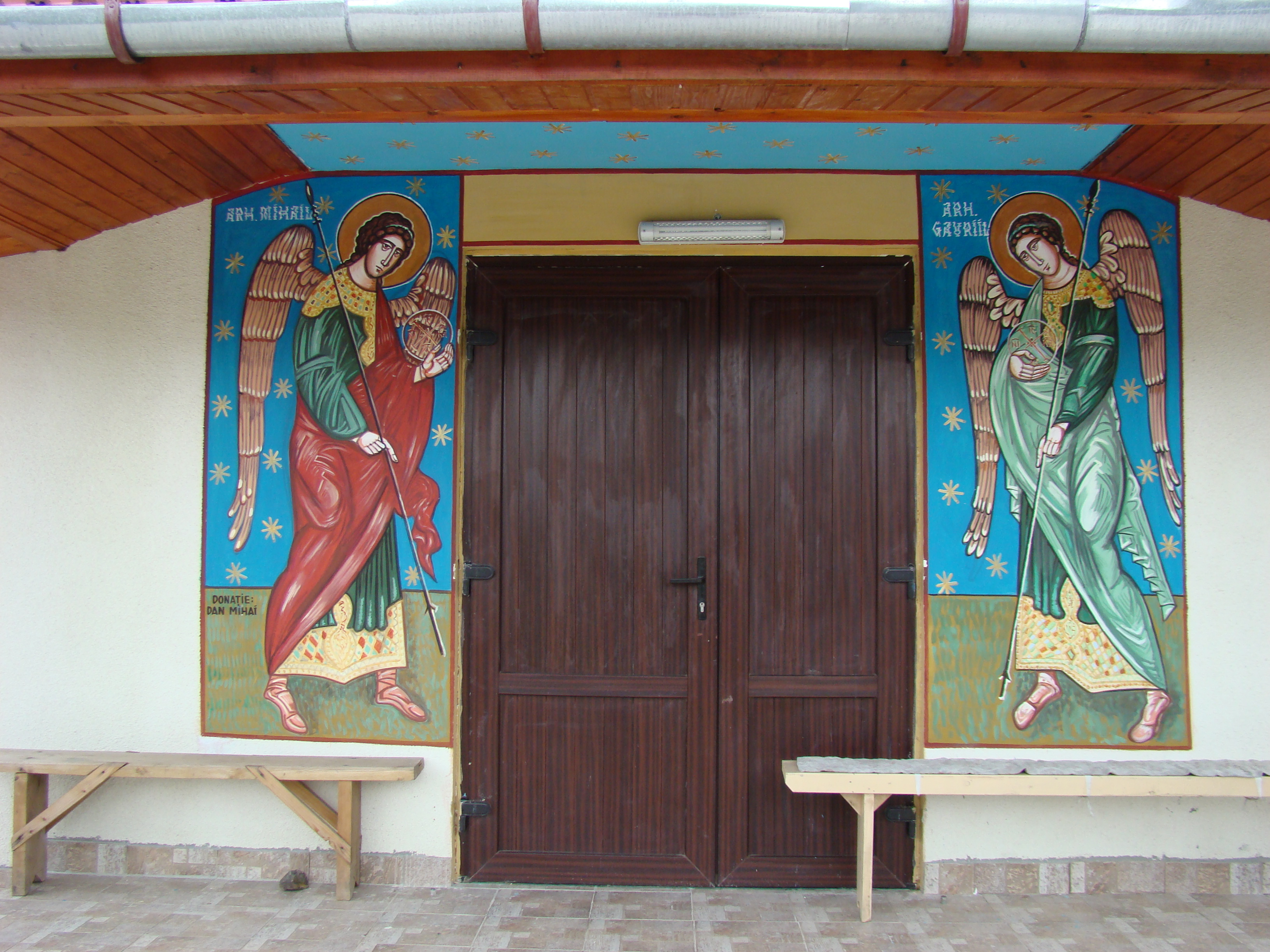
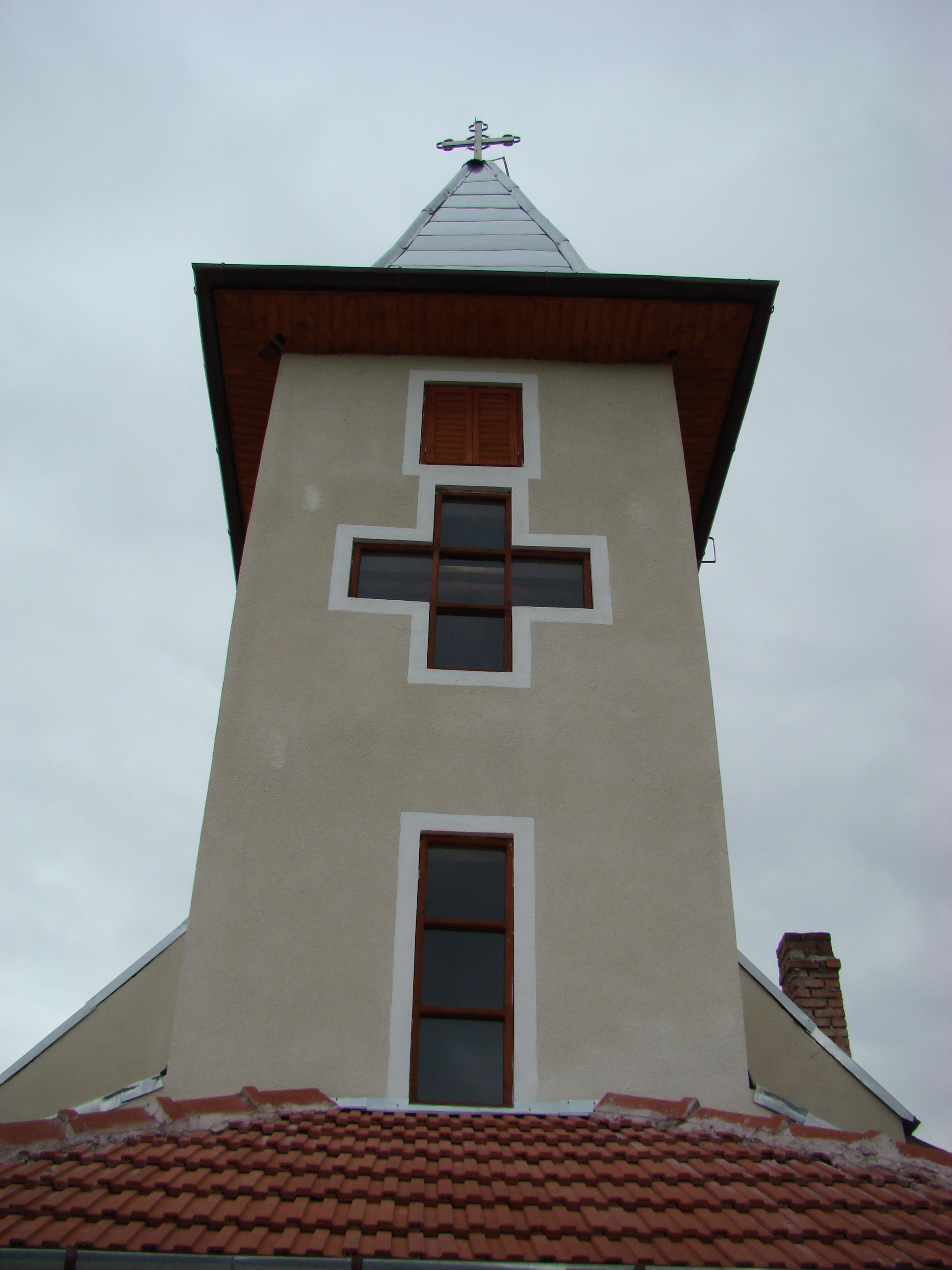
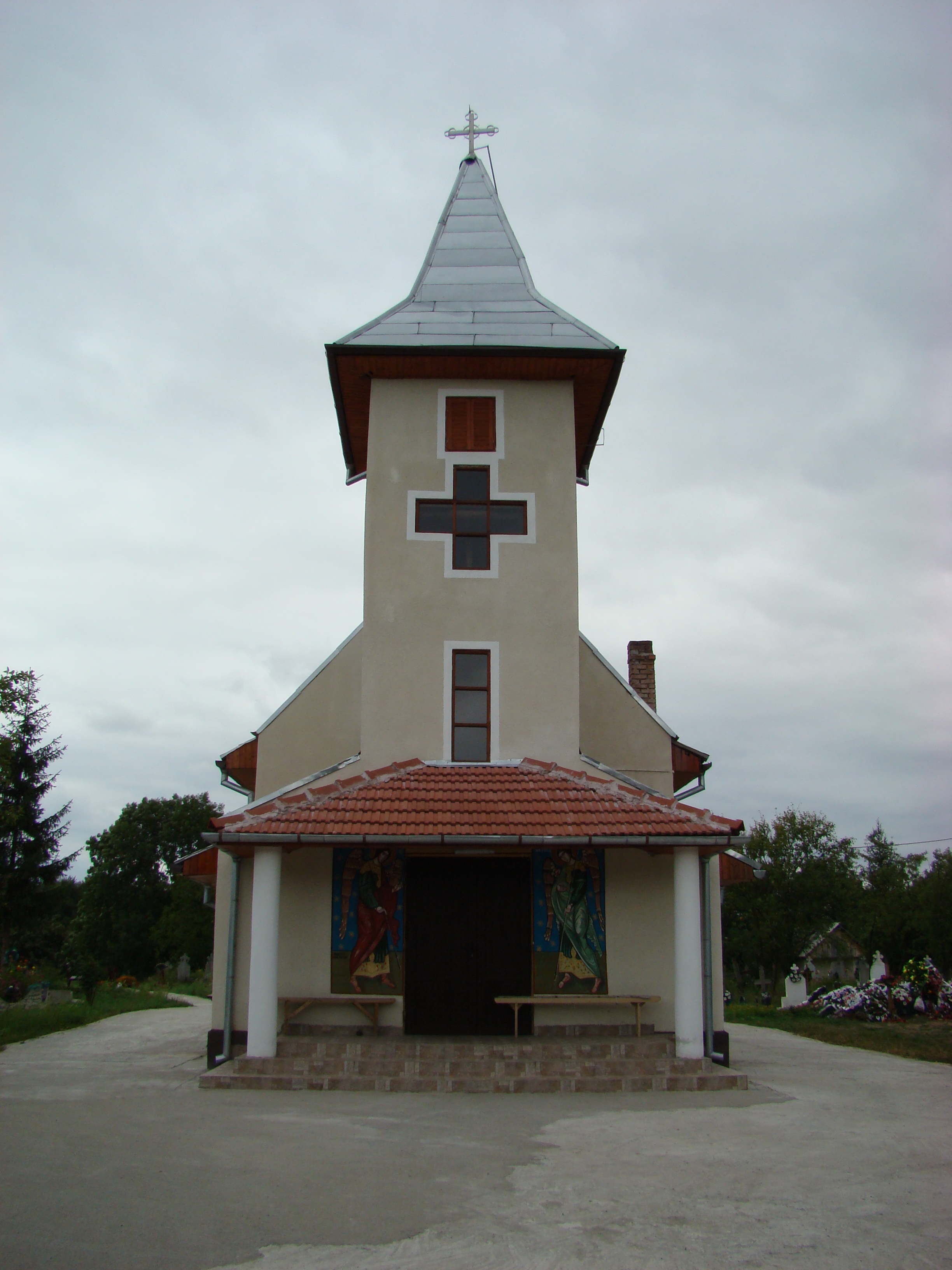
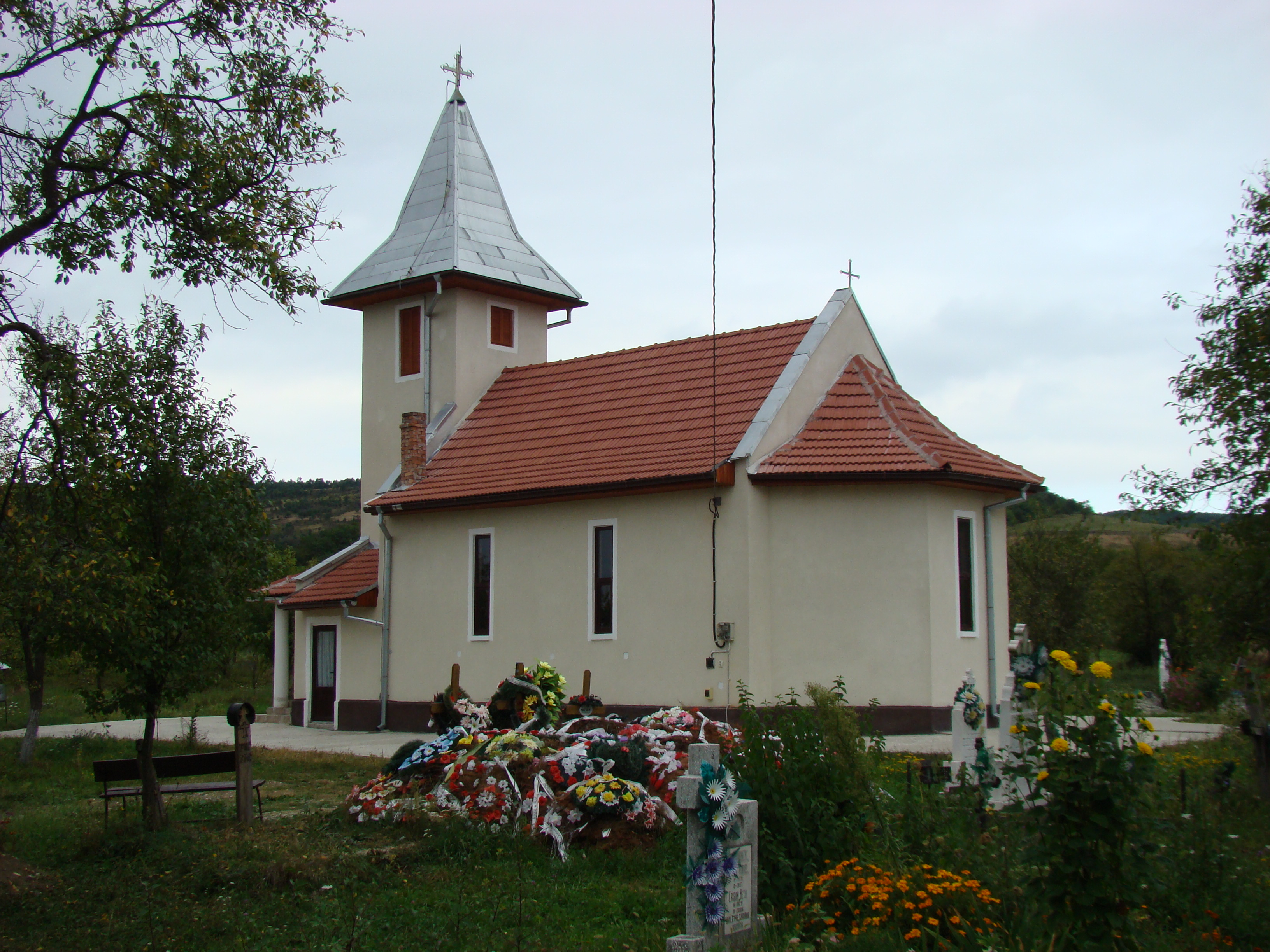